# Fritz Seefeldt
Fritz Seefeldt (* 6. Juni 1888 in Thorn, Königreich Preußen; † 22. Oktober 1968 in Tunesien) war ein deutscher evangelischer Pastor, Pädagoge und Gründer der ersten auslandsdeutschen Volkshochschule.

## Leben
Seefeldt war Pfarrer in Osterhever und reiste 1916 „auf dringende Hilferufe aus Galizien“ nach Dornfeld (heute Ternopillja), wo ihm die Pfarrstelle angetragen wurde.
Er trat die Stelle an, wurde aber erst ab Juli 1918 offiziell als Pfarrer geführt, da er zuvor die österreichische Staatsbürgerschaft annehmen musste, um auch als Standesbeamter tätig sein zu können. Seine Dissertation Zur Entstehung des biblischen Geschichtsunterrichts im deutschen Protestantismus wurde ca. 1926 an der Universität Erlangen veröffentlicht.
1933 kehrte die Familie nach Schleswig-Holstein zurück. Kurz darauf wurde Seefeldt nach Westpommern versetzt. Nach Kriegsende lebte Seefeldt in Holstein, zuletzt in Eutin.
Seine 1937 erschienene Broschüre Der Deutsche in Galizien bewertet Maria Klanska als „im nationalsozialistischen Geist verfasst“. Katrin Boeckh sieht in Seefeldt einen Vertreter derjenigen Galiziendeutschen, die sich durch die nationalsozialistische Politik eine Verbesserung der Situation als nationale Minderheit in Polen versprachen.

## Volkshochschule in Dornfeld

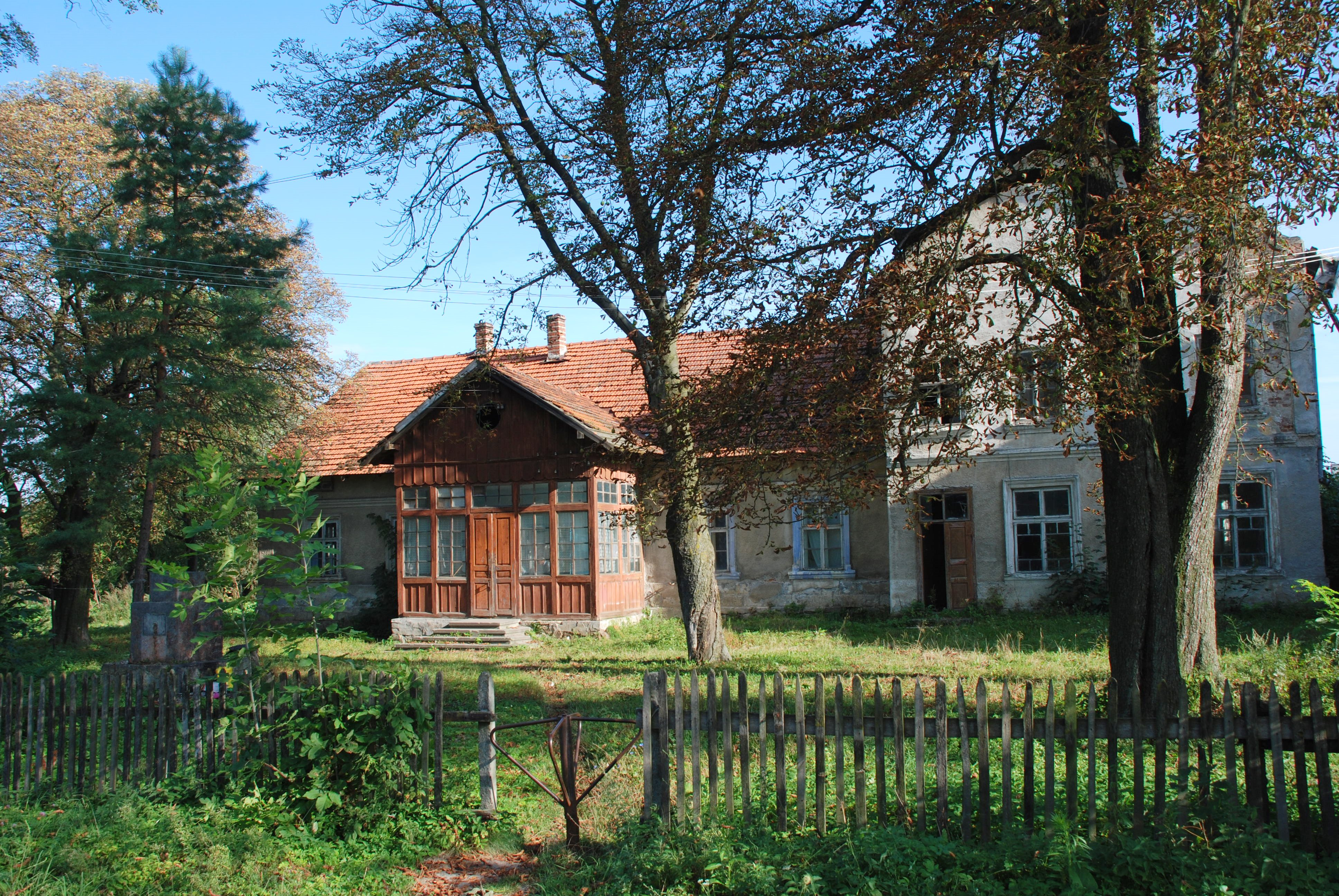
Pfarrhaus Dornfeld (Zustand 2009)

1920 gründete Seefeldt eine Heimvolkshochschule nach dem Vorbild der Mitte des 19. Jahrhunderts von Nikolai Grundtvig initiierten dänischen folkehøjskoler. Seefeldts Zielsetzung war: „Sie soll durch Arbeit am Einzelnen Urteilsfähigkeit in die Masse der Handarbeiter bringen, sie soll die Masse immer mehr vom Schlagwort freimachen. In der Heim-VHS sollen Lehrer und Hörer wie Meister und Jünger, wie Freund und Freund miteinander verkehren und eine große Familie bilden.“
Zur Vorbereitung verbrachte Seefeldt 1920 einen vierwöchigen Studien-Aufenthalt in der von Ernst Trier gegründeten VHS in Vallekilde. Außerdem besuchte er die VHSen Hermannsburg, Habertshof, die von Bruno Tanzmann beeinflusste Henkenhagen und die von Eduard Weitsch geleitete VHS in Dreißigacker und bekam Kontakt zum Hohenrodter Bund.
Der erste Kurs in Dornfeld begann am 1. November 1920, offizielles Gründungsdatum war der Tag der Grundsteinlegung des VHS-Gebäudes am 6. Juni 1921. Die Kurse fanden zunächst im Pfarrhaus statt. In den meist viermonatigen Kursen wurden Jugendliche in deutscher Geschichte, Literatur, „Lebenskunde“ und anderen Fächern unterrichtet.
Kurse und Unterbringung fanden zunächst im Pfarrhaus, später in einem eigenen Gebäude statt. Vom 1. November 1920 bis zum 26. Februar 1932 wurden 17 Kurse und ein Kurzkurs durchgeführt.

## Schriften
- mit Kurt Schleifer (Hrsg.): Chronik des Ostseebades Misdroy. Eutin, 1968
- Arnold Krieger: Ein Versuch der Zusammenschau von Mann und Werk zur ersten Wiederkehr seines Todestages. (Schriftenreihe: Heimatglocken in der Fremde, 124/125, Sonderheft 8); Eutin, 1966
- Martin Gscheidl: der pommersche Inselmaler; vom Leben und Werk des Künstlers. Eutin, 1966
- So war es in Galizien: Teil: 2., Geschichte der 1. auslanddeutschen Heimvolkshochschule in Dornfeld. Eutin, 1966
- So war es in Galizien: Teil: 1., Persönliche Erinnerungen 1916–1933. Eutin, 1965
- Ein Bauerngeschlecht erlebt die Geschichte seiner pommerschen Heimat : von der Einwanderung bis zum traurigen Ende. Eutin: Struve, 1963
- Pfälzer wandern: Kolonisation, Umsiedlung, Vertreibung, Heimkehr. 150 Jahre Ausland-deutschen-Schicksal. Dornfelds Chronik 2. Kaiserslautern: Heimatstelle Pfalz, 1960 (Nachdruck: Stuttgart: Hilfskomitee der Galiziendeutschen, 2002)
- mit Fritz Hufnagel: ... reden von den Lande meiner Heimat mir: Misdroy-Wolliner Bildband. (Schriftenreihe: Heimatglocken in der Fremde, Sonderheft 3); Eutin: Struve, 1960
- Aus der Geschichte der Lütjenburger Kirche. Lütjenburg, 1956
- Der Deutsche in Galizien. Langensalza/Berlin/Leipzig: J. Beltz, 1937
- Dornfelds Chronik: 150 Jahre Ausland-Deutschen-Schicksal; Für die Heimat und die fernen Brüder. (Deutsche Gaue im Osten, Bd. 7) Plauen: Wolff, 1936 (Nachdruck: Stuttgart: Hilfskomitee der Galiziendeutschen, 1997)
- mit Josef Lanz (Hrsg.): Quellenbuch zur deutschen Ansiedlung in Galizien unter Kaiser Joseph II. Plauen: Wolff, 1935 (Nachdruck: Berlin: Scherer, 1990)
- mit Josef Lanz (Hrsg.): Der Deutsche in Galizien. Dornfeld, 1931
- Dornfeld in Not. Breslau: Gutsmann, 1931
- Volksschule in Dornfeld (Hrsg.): Unsere Lieder: 1. Entwurf eines deutschen Volksschulliederbuches. Mit einem Geleitwort von Fritz Seefeldt. Dornfeld, 1930
- Vom Volkshochschulheim in Dornfeld. Poznan [Posen]: Concordia, um 1930
- (als Hrsg.): Deutsche Volkshochschularbeit außerhalb Deutschlands Grenzen : In Verbindung mit anderen Volkshochschulmännern herausgegeben von Fritz Seefeldt. Posen [Poznań, ul. Zwierzyniecka 1]: Histor. Gesellschaft f. Posen; Berlin: O. Greve, 1926
- Zur Entstehung des biblischen Geschichtsunterrichts im deutschen Protestantismus. Erlangen, Phil. F. Diss., 1926?

### Übersetzung
- Wie Hans auf die Volkshochschule kam: Erzählg / Anton Nielsen. Aus d. Dän. übers. von Fritz Seefeldt

## Archivalien
- Korrespondenz und Materialien von und über Pastor Dr. Fritz Seefeldt: Briefe, Zeitungsausschnitte. Im Archiv der Martin-Opitz-Bibliothek